# Budae jjigae
Il budae jjigae (부대찌개?, 部隊찌개?, pudae tchigaeMR; anche boodae chigae, lett. "stufato della base militare") è un piatto della cucina sudcoreana, preparato con ingredienti tradizionalmente in dotazione dell'esercito statunitense durante la Guerra di Corea.

## Storia
Le origini del budae jjigae risalgono al periodo della Guerra di Corea, quando tra i sudcoreani, che pativano la fame, si diffuse la notizia che nelle basi militari statunitensi il cibo era talmente abbondante da essere buttato via. Il popolo affamato cominciò quindi a recarsi fino alle basi e, dopo aver acquistato gli avanzi o averli recuperati direttamente dalla spazzatura, li usava per cucinare. Mentre i meno fortunati preparavano il ggulgguri juk (juk di maiale), contenente ingredienti di ogni tipo tra cui formaggio, burro e ananas, ma anche mozziconi di sigaretta, altri riuscivano ad ottenere l'accesso a carne pulita avanzata e salsicce in scatola provenienti direttamente dalle cucine delle basi. Inizialmente, prosciutto e salsicce venivano saltati in padella con cavolo e cipolle e accompagnati al makgeolli, ma in seguito vennero aggiunti gochujang, kimchi e brodo: una teoria suggerisce che sia stato fatto per eliminare la sensazione untuosa al palato, un'altra per rendere il pasto più sostanzioso con ingredienti relativamente facili da reperire in un'epoca di carenza di cibo. Nel dopoguerra prosperò un florido mercato nero dove i sudcoreani si procuravano la carne lavorata riservata per legge ai soldati statunitensi; il contrabbando divenne talmente diffuso che, sotto la dittatura di Park Chung-hee, trafugare Spam era punibile con la morte.
Il budae jjigae è anche conosciuto come "Johnsontang" (존슨탕?, JonseuntangLR), anche se taluni li considerano piatti distinti poiché il Johnsontang contiene cavolo al posto del kimchi e veniva mangiato non dal popolo, ma dai soldati statunitensi nel quartiere di Itaewon a Seul. Il nome sarebbe stato scelto in omaggio al presidente Lyndon B. Johnson, che lo assaggiò durante un viaggio in Corea del Sud nel 1966, oppure perché John è il prenome più diffuso negli Stati Uniti.

## Preparazione

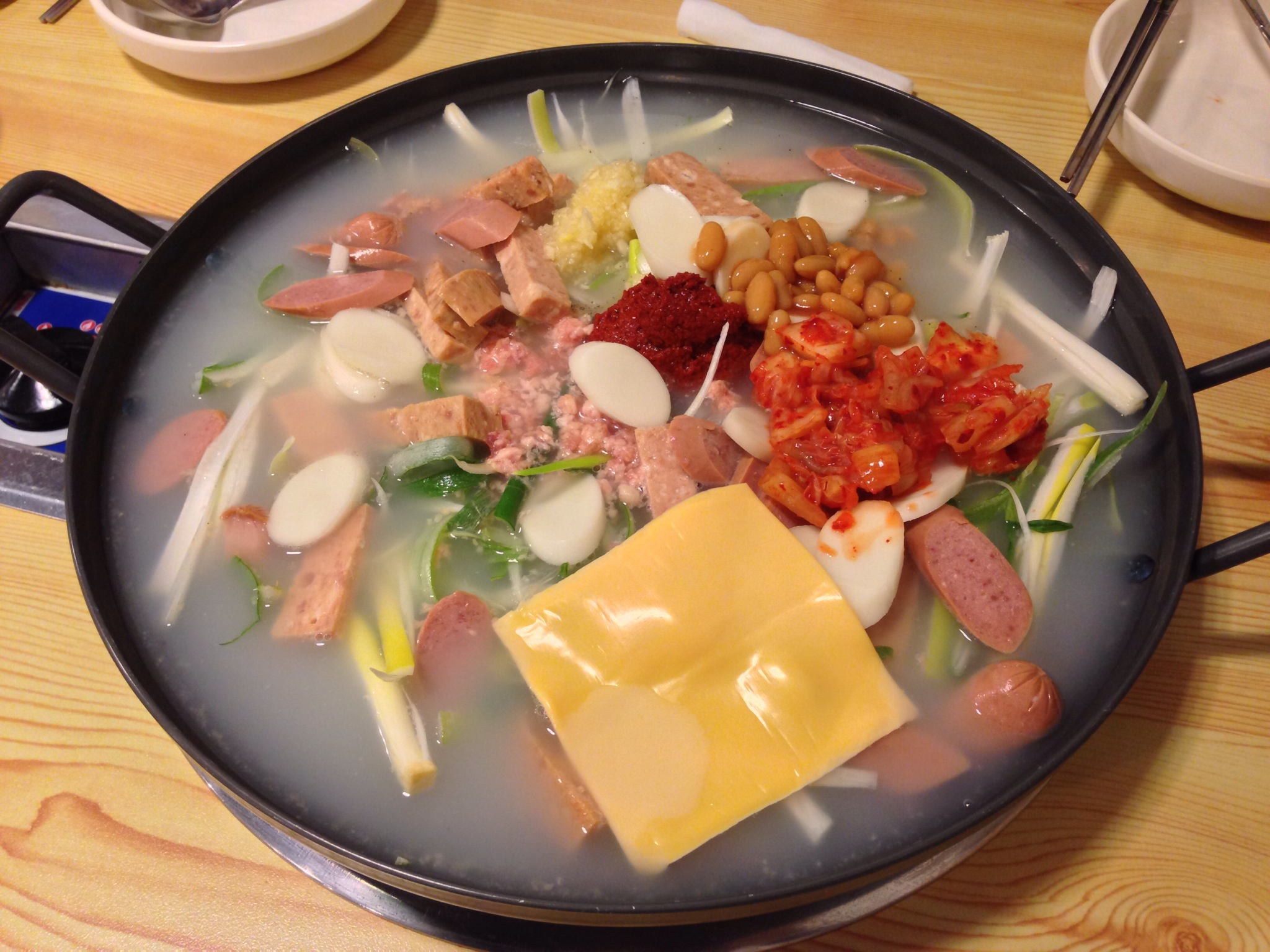
Budae jjigae prima della cottura.

Il budae jjigae è uno stufato fusion d'ispirazione statunitense, composto da un brodo piccante aromatizzato con kimchi e gochujang in cui vengono bolliti numerosi ingredienti tra cui noodle istantanei, tteok, mais, peperoni, zucchine, funghi enoki, aglio, baked beans, formaggio a pasta fusa, tofu e carne lavorata come prosciutto, hot dog, salsicce e Spam. La bollitura consente di minimizzare il sapore sgradevole del grasso in eccesso.

## Consumo

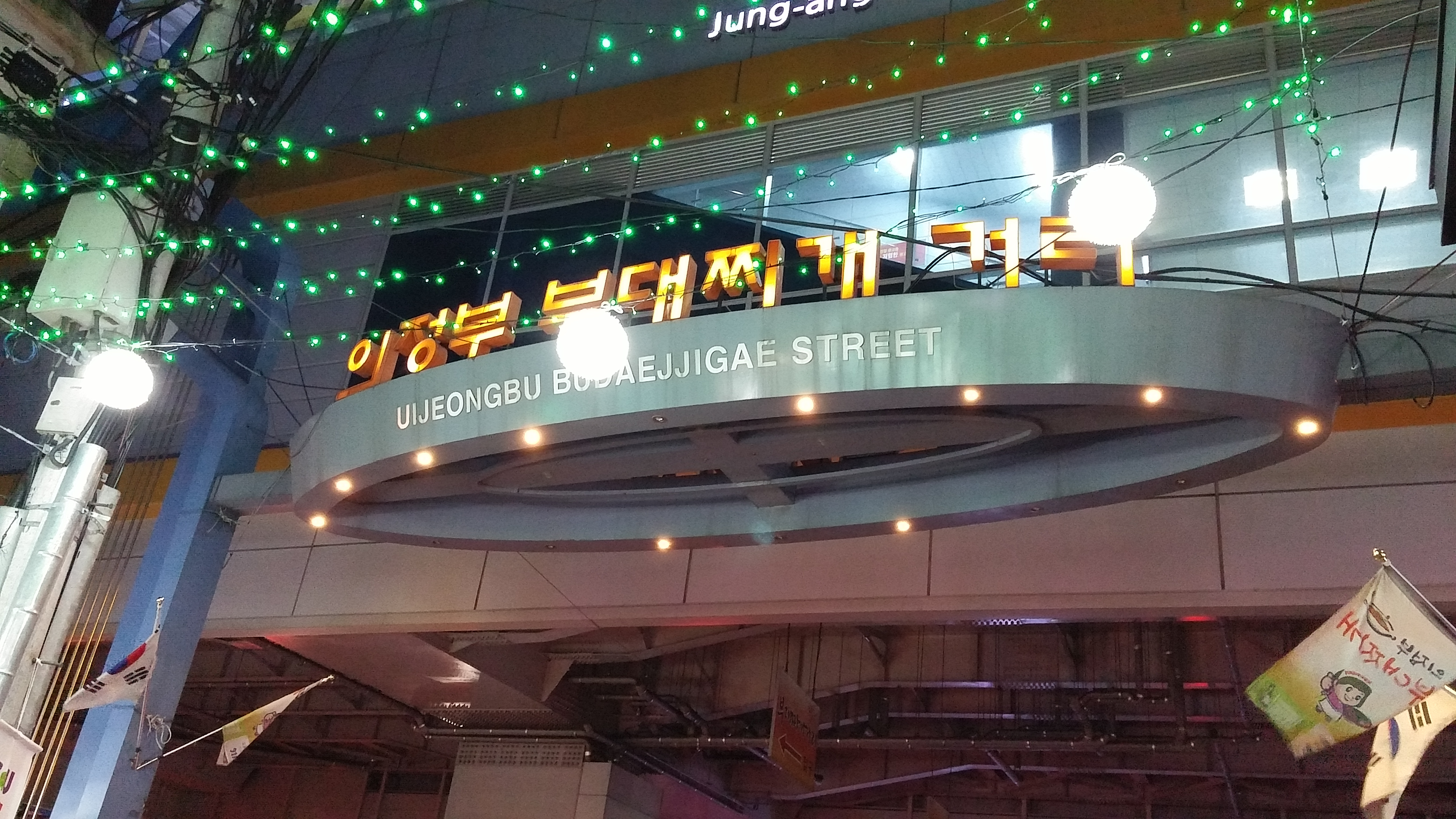
Ingresso della Uijeongbu Budaejjigae Street di Uijeongbu.

Il budae jjigae viene tradizionalmente servito in grandi pentole su bruciatori a butano.
Per molti anni, è stato considerato motivo d'imbarazzo per i sudcoreani, essendo un simbolo dell'intervento militare statunitense nel Paese, ma in seguito è diventato un comfort food. Negli anni Sessanta e Settanta appariva sulle tavole degli operai delle fabbriche grazie al suo basso costo. Nel XXI secolo, viene comunemente servito nei ristoranti sudcoreani, ed è popolare tra gli studenti universitari come spuntino notturno o per alleviare i postumi della sbornia. È inoltre una specialità della città di Uijeongbu, che se ne attribuisce la paternità: qui, un'intera strada è occupata da locali che lo cucinano.
Divenuto un piatto rappresentativo della Corea del Sud, è stato esportato anche all'estero.